# ليندا هال
ليندا هال (بالإنجليزية: Lynda Hull)‏ هي كاتِبة وشاعرة أمريكية، ولدت في 5 ديسمبر 1954، وتوفيت في 29 مارس 1994.